# Briosne-lès-Sables
Briosne-lès-Sables ist eine französische Gemeinde mit 537 Einwohnern (Stand: 1. Januar 2022) im Département Sarthe in der Region Pays de la Loire. Die Gemeinde liegt im Arrondissement Mamers und im Kanton Bonnétable. Ihre Einwohner heißen Briosnais.

## Geografie
Briosne-lès-Sables liegt etwa 22 Kilometer nordöstlich von Le Mans und etwa 40 Kilometer südsüdöstlich von Alençon. Das Flüsschen Tripoulin begrenzt die Gemeinde im Nordosten. Umgeben wird Briosne-lès-Sables von den Nachbargemeinden Jauzé im Norden, Terrehault im Norden und Nordosten, Bonnétable im Osten, Torcé-en-Vallée im Süden, Beaufay im Süden und Südwesten, Courcemont im Westen sowie Saint-Aignan im Nordwesten.

## Einwohnerentwicklung
| 1962                      | 1968 | 1975 | 1982 | 1990 | 1999 | 2006 | 2013 |
| ------------------------- | ---- | ---- | ---- | ---- | ---- | ---- | ---- |
| 324                       | 380  | 326  | 257  | 292  | 359  | 466  | 549  |
| Quelle: Cassini und INSEE |      |      |      |      |      |      |      |

## Sehenswürdigkeiten
- Kirche Saint-Denis-Sainte-Madeleine in Sables aus dem 14. Jahrhundert
- Kapelle Sainte-Anne in Briosne aus dem 17. Jahrhundert
- Schloss Bonnétable mit Park aus dem 15. Jahrhundert, Umbauten aus dem 18. Jahrhundert, seit 1981 Monument historique
- Herrenhaus aus dem 17. Jahrhundert

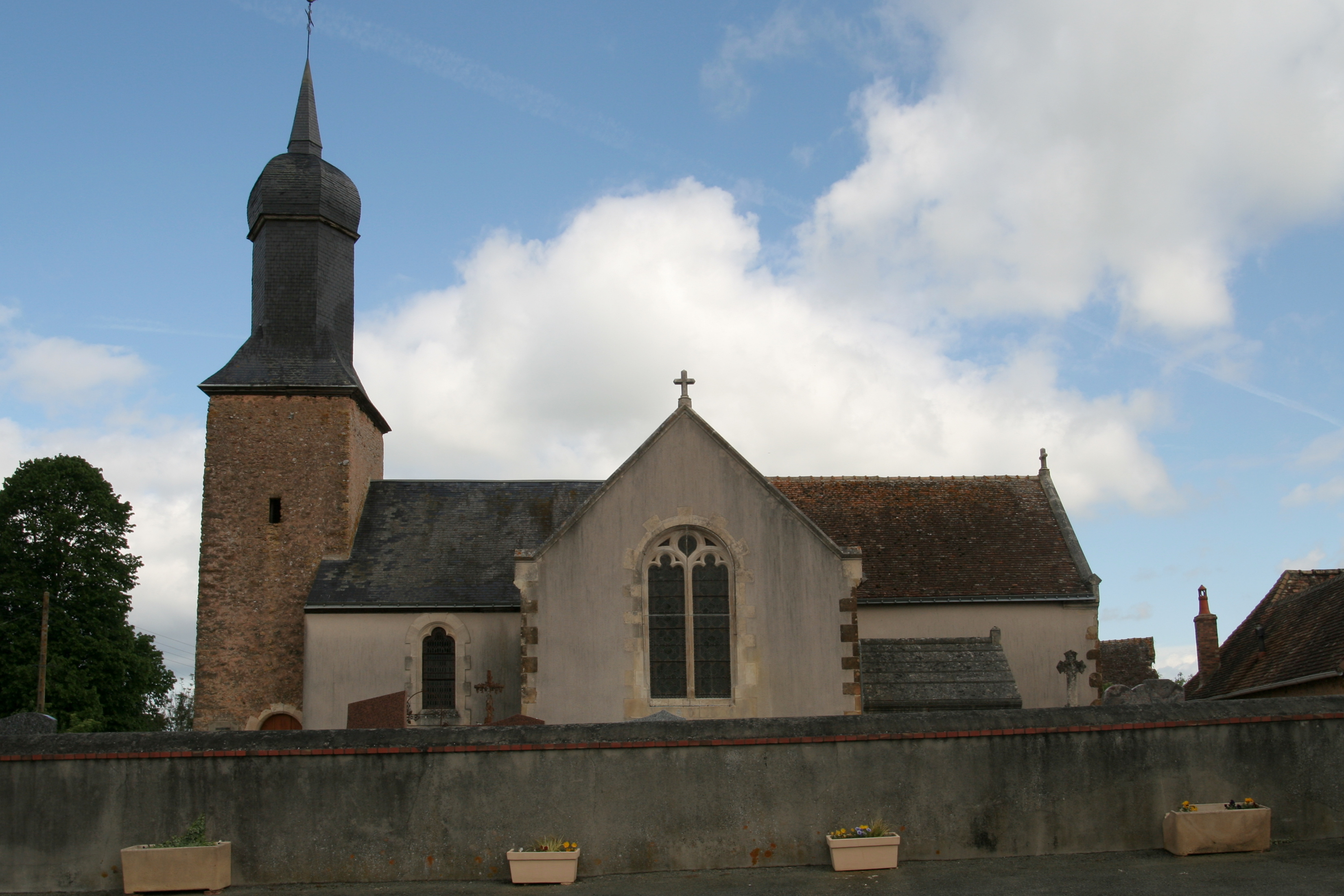
Kirche Saint-Denis-Sainte-Madeleine
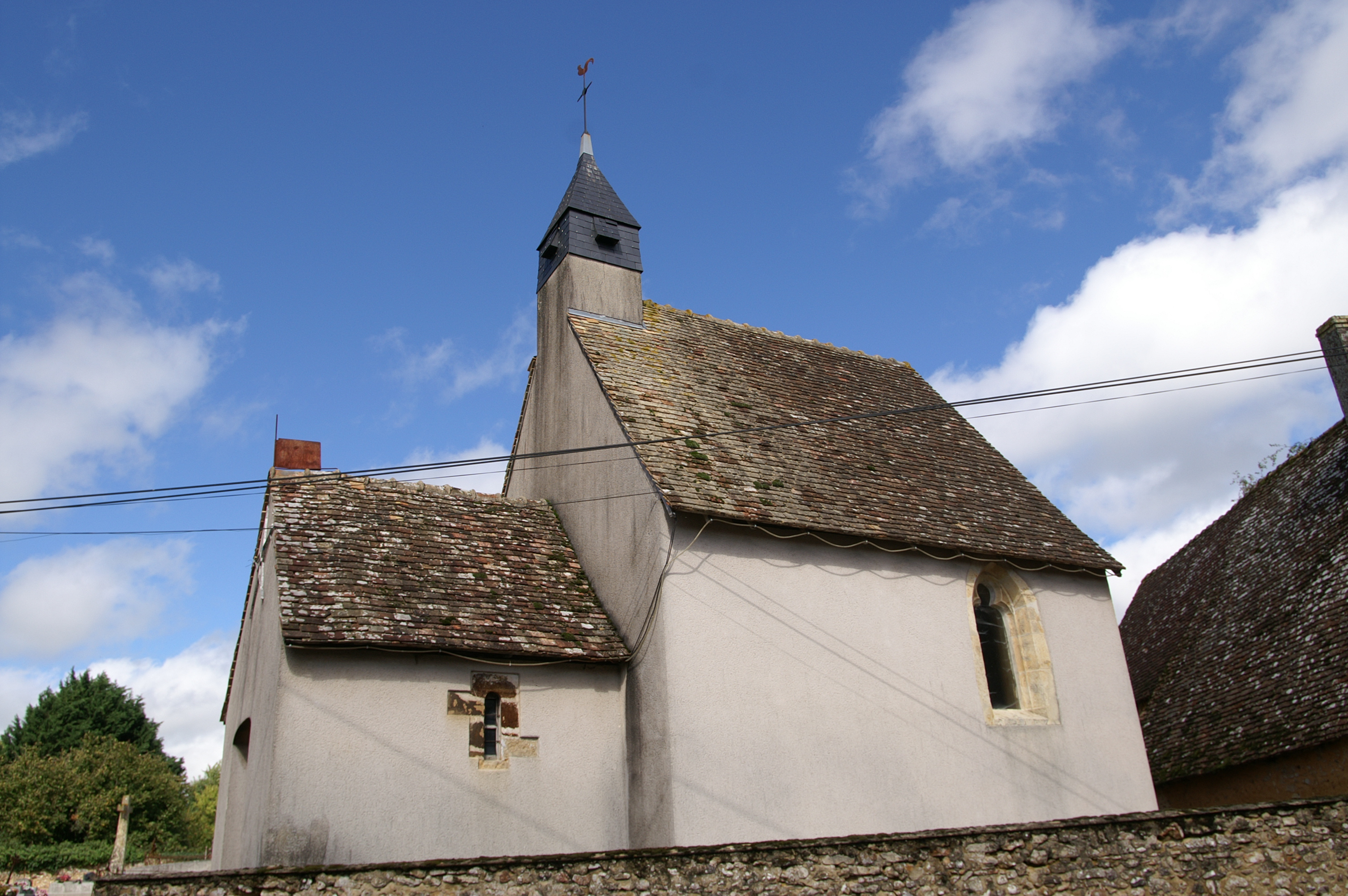
Kapelle Sainte-Anne